# Cimetropio bromuro
Cimetropio bromuro (nella fase sperimentale noto con la sigla DA 3177) è un composto ammonico quaternario, derivato dalla belladonna, che trova impiego nei disturbi spastici a carico dell'apparato gastro-intestinale e genito-urinario. Il farmaco risulta meno tachicardizzante e determina meno disturbi della accomodazione rispetto a scopolamina-N-butilbromuro, mentre i suoi effetti sulla secrezione salivare (secchezza delle fauci) risultano più marcati. In Italia il farmaco è venduto dalla società farmaceutica Boehringer Ingelheim con il nome commerciale di Alginor. Cimetropio bromuro è disponibile nella forma farmaceutica di compresse da 50 mg, di soluzione per gocce orali alla concentrazione di 50 mg/mL e di fiale da 1 m contenenti 5 mg di principio attivo.

## Farmacodinamica
Cimetropio bromuro è uno spasmolitico, un composto ammonico quaternario, che esercita la sua azione competitiva nei confronti dell'acetilcolina sui recettori muscarinici della muscolatura liscia viscerale, bloccandoli, ovvero impedendo l'eccitazione e la successiva contrazione delle fibrocellule muscolari lisce.
Alla sopra citata azione antimuscarinica il farmaco associa una spiccata attività miolitica diretta (sostanzialmente provoca il rilasciamento di alcuni gruppi muscolari, come quelli del tratto gastrointestinale, che ne accentua l'effetto farmacologico.

## Farmacocinetica
Il farmaco dopo somministrazione per via endovenosa si distribuisce ampiamente e rapidamente nei tessuti biologici. L'emivita di eliminazione è di circa 1,5 ore. L'eliminazione di cimetropio bromuro dall'organismo avviene con le urine, come farmaco immodificato, per circa il 50%. Dopo somministrazione orale solo una piccola percentuale del farmaco viene assorbita (1-4%) ma i livelli plasmatici divengono rilevabili già a distanza di 30 minuti dalla assunzione e raggiungono la concentrazione plasmatica massima (Cmax) pari a circa 30 ng/mL dopo 1,5-2 ore dalla somministrazione. L'emivita terminale si aggira intorno alle 2 ore. Similmente ad altri composti ammonici quaternari la biodisponibilità orale è decisamente limitata.

## Usi clinici
Cimetropio bromuro viene utilizzato nel trattamento del colon irritabile e delle manifestazioni spastiche e dolorose a carico di esofago, colecisti e dell'apparato gastroenterico e genito-urinario. Il farmaco viene inoltre impiegato in studi diagnostici radiografici e nella premedicazione in endoscopia diagnostica e operativa gastrointestinale.

## Effetti collaterali e indesiderati
In corso di trattamento si possono osservare senso di secchezza delle fauci, disturbi dell'accomodazione visiva, cardiopalmo e tachicardia. Tali effetti sono statisticamente più frequenti dopo somministrazione per via parenterale.

Inoltre possono verificarsi cefalea, vertigini, rash cutaneo (in particolare al volto), euforia o sonnolenza, nausea, costipazione, disturbi della minzione, aumento della pressione oculare, reazioni cutanee allergiche.

## Controindicazioni
Il farmaco è controindicato nei soggetti con ipersensibilità nota al principio attivo. 
Come altre sostanze dotate di azione antagonista muscarinica, cimetropio bromuro è controindicato nei soggetti affetti da ipertrofia prostatica, glaucoma, tendenza alla ritenzione urinaria. Il farmaco è inoltre controindicato in caso di concomitante stenosi del piloro, megacolon, ileo paralitico, colite ulcerosa, esofagite da reflusso, miastenia grave.

## Dosi terapeutiche
Nella maggior parte dei pazienti adulti il dosaggio consigliato è di 50 mg (1 compressa o 20 gocce) 2-3 volte al giorno. A seconda della risposta del paziente e in base al giudizio clinico, la dose può essere aumentata fino a 100 mg per 2-3 volte al dì.
In soggetti con episodi di colica o crisi spastiche è possibile ricorrere alla somministrazione endovenosa lenta (eventualmente in infusione con soluzione fisiologica) o per via intramuscolare di 5 mg (1 fiala). L'iniezione può essere ripetuta in caso di recidiva del dolore fino a un massimo di complessivi 20 mg/die.

## Sovradosaggio
Nei soggetti con intossicazione acuta da iperdosaggio (accidentale o volontario) si può procedere alla somministrazione come antidoto di fisostigmina salicilato, 1 o 2 mg per via intramuscolare. Vanno inoltre adottate tutte le normali e convenzionali misure di supporto per le intossicazioni acute.

## Interazioni
Farmaci quali gli antistaminici, le fenotiazine, gli antidepressivi triciclici sono in grado di potenziare gli effetti di tipo anticolinergico del cimetropio bromuro. È pertanto opportuno evitare la co-somministrazione degli stessi durante il trattamento con lo spasmolitico.

## Gravidanza e allattamento
Anche se studi sperimentali eseguiti sugli animali non hanno evidenziato teratogenicità del farmaco, cimetropio bromuro va usato in gravidanza solo in caso di effettiva necessità.